# Jacinta Stapleton
Jacinta Stapleton (Malvern, Victoria; 6 de junio de 1979) es una actriz australiana,  conocida por haber interpretado a Amy Greenwood en la serie australiana Neighbours.

## Carrera
Con 10 años Jacinta apareció en la película Boulevard if Broken Dreams donde interpretó a Jassie Garfield.
En 1988 interpretó a Cindy en el episodio "Next to Go" de la serie The Flying Doctors, más tarde interpretó a Heather McTaggart en el episodio "Wilderness" en 1990.
El 10 de julio de 1997 se unió al elenco principal de la exitosa serie australiana Neighbours donde interpretó a Amy Greenwwood hasta el 27 de julio de 2005, después de que su personaje decidiera mudarse.
En 2002 se unió al elenco de la serie policíaca Stingers donde interpretó a la oficial Christina Dicheria hasta 2004. Anteriormente apareció por primera vez en la serie en 2001 donde interpretó a Kristen Rodgers durante el episodio "Psychotic Episode".
En 2006 interpretó a la camarera Sissy en un episodio de la serie Nightmares & Dreamscapes.
En 2013 apareció como invitada en la última temporada de la serie Packed to the Rafters donde interpretó a Carla Calasso, la hermana de Frankie Calasso (Brooke Satchwell).
En 2014 interpretó a Reen Nalli, una ejecutiva de la música americana que trabajó con el grupo "INXS" en la miniserie Never Tear Us Apart: The Untold Story of INXS.

## Vida personal
Su hermano mayor es el actor Sullivan Stapleton. Salió con Patrick Hughes.

## Filmografía

### Películas
| Año  | Título                     | Personaje       | Notas |
| ---- | -------------------------- | --------------- | --- |
| 2014 | Schapelle                  | Mercedes Corby  | junto a Les Chantery, Charlotte Chimes, Vince Colosimo, Krew Boylan, Colin Friels y Denise Roberts                   |
| 2010 | Matching Jack              | Madeleine       | junto a Jacinda Barrett, Richard Roxburgh, James Nesbitt, Kodi Smit-McPhee, Colin Friels, Jane Allsop y Kate Kendall |
| 2008 | Valentine's Day            | Delvene         | junto a Simon Lyndon, Freya Stafford, Rhys Muldoon, Roy Billing y Patrick Harvey                                     |
| 2006 | Get Lucky                  | Jasmine         | corto - junto a Matthew Dale                                                                                         |
| 2005 | The Drop                   | Leighla         | corto - junto a Burt Cooper                                                                                          |
| 2002 | Dalkeith                   | -               | junto a Ray Barrett y Gus Mercurio                                                                                   |
| 1991 | Rose Against the Odds      | Joven Jenny     | junto a Paul Williams y Tony Barry                                                                                   |
| 1988 | Boulevard of Broken Dreams | Jassie Garfield | junto a John Waters                                                                                                  |
| 1988 | Becca                      | Becky           | junto a Gary Sweet                                                                                                   |

### Series de televisión
| Año                      | Serie                                         | Personaje          | Notas                                         |
| ------------------------ | --------------------------------------------- | ------------------ | --------------------------------------------- |
| 1997-2005, 2020-presente | Neighbours                                    | Amy Greenwood      | 203 episodios                                 |
| 2014                     | Never Tear Us Apart: The Untold Story of INXS | Reen Nalli         | 2 episodios - miniserie                       |
| 2013                     | Packed to the Rafters                         | Carla Calasso      | 3 episodios                                   |
| 2011                     | The Davincibles                               | Cherie             | -                                             |
| 2010                     | Dive Olly Dive!                               | Doctora Katz       | 15 episodios                                  |
| 2010                     | Cops: L.A.C.                                  | Kate Nolan         | episodio "A Veil of Tears"                    |
| 2009                     | Dirt Game                                     | Chloe              | episodio "Boab Dreaming"                      |
| 2008                     | Out of the Blue                               | Tamara             | 8 episodios                                   |
| 2006 - 2007              | All Saints                                    | Jo Henderson       | 11 episodios                                  |
| 2006                     | Nightmares & Dreamscapes                      | Sissy              | episodio "You Know They Got a Hell of a Band" |
| 2006                     | Blue Heelers                                  | Tilda Dean         | 2 episodios                                   |
| 2005                     | Last Man Standing                             | Syl                | 3 episodios                                   |
| 2002 - 2004              | Stingers                                      | Christina Dicheria | 82 episodios                                  |
| 2002                     | MDA                                           | Chloe Davis        | 4 episodios                                   |
| 2002                     | BeastMaster                                   | Ilira              | episodio "Sisters"                            |
| 2000                     | The Lost World                                | Thea               | episodio "Amazons"                            |
| 1998                     | The Genie from Under 2                        | Sophie             | 2 episodios                                   |
| 1996                     | The Genie from Under                          | Sophie             | 2 episodios                                   |
| 1990                     | The Flying Doctors                            | Heather McTaggart  | episodio "Wilderness"                         |

### Teatro
| Año  | Obra                                      | Personaje | Director (a) | Teatro        | Notas                                                                      |
| ---- | ----------------------------------------- | --------- | ------------ | ------------- | -------------------------------------------------------------------------- |
| 2007 | Don's Party                               | -         | Peter Evans  | Drama Theatre | junto a Steve Le Marquand, Travis McMahon, Rhys Muldoon y Mandy McElhinney |
| -    | Snow White & The Seven Dwarfs (pantomima) | -         | -            | -             | -                                                                          |

## Premios y nominaciones
| Año  | Categoría                                                                  | Premio    | Serie    | Resultado |
| ---- | -------------------------------------------------------------------------- | --------- | -------- | --------- |
| 2004 | Best Actress in a Supporting or Guest Role in a Television Drama or Comedy | AFI Award | Stingers | Nominada  |